# Karl von Steininger (1772–1841)
Karl von Steininger (17. srpna 1772 Nečtiny – 5. října 1841 Orlát, Sedmihradsko, dnes Rumunsko) byl rakouský generál. V armádě sloužil od roku 1790, vyznamenal se během napoleonských válek. Později byl velitelem vyšších vojenských jednotek v Čechách, Uhrách a Haliči. V roce 1817 dosáhl hodnosti polního podmaršála a v závěru své kariéry byl velitelem v Benátkách (1836–1841).

## Životopis
Pocházel z německé úřednické rodiny původem z Mohuče, narodil se v západočeských Nečtinách jako syn důstojníka. Studoval na Tereziánské vojenské akademii ve Vídeňském Novém Městě a do armády vstoupil v roce 1790 jako poručík k 47. pěšímu pluku. Jako nadporučík byl v roce 1794 přeložen k 38. pěšímu pluku a zúčastnil se válek proti revoluční Francii. Postupoval v hodnostech (hejtman 1797, major 1800) a v letech 1801–1805 byl generálním pobočníkem maršála Fridricha Württemberského. Formálně byl nadále příslušný k pluku č. 38, až jako podplukovník byl v roce 1805 přeřazen k pěšímu pluku č. 3 příslušného do Vídeňského Nového Města. V roce 1806 byl povýšen na plukovníka, v tažení roku 1809 byl generálním pobočníkem v armádě arcivévody Karla, bojoval v bitvě u Aspern a vyznamenal se v bitvě u Wagramu.
V roce 1809 byl povýšen do hodnosti generálmajora a zúčastnil se závěrečné fáze napoleonských válek. V roce 1815 získal ruský Řád sv. Vladimíra. Po roce 1815 byl velitelem brigády v Pešti a v Kutné Hoře. V roce 1817 byl jako polní podmaršál přeložen na post divizního velitele do Jarosławi v Haliči, ve stejné pozici působil později ve Lvově. V letech 1826–1836 byl velitelem v Klagenfurtu a v roce 1835 obdržel titul c. k. tajného rady s nárokem na oslovení Excelence. Nakonec v letech 1836–1841 zastával funkci městského a pevnostního velitele v Benátkách.
Jeho syn Karl von Steininger (1804-1867) sloužil také v armádě a v roce 1859 byl povýšen do stavu svobodných pánů. V další generaci vynikl generál Karl von Steininger (1847–1929), který se uplatnil jako dlouholetý vojenský diplomat v Německu.